# Художня галерея Західної Австралії

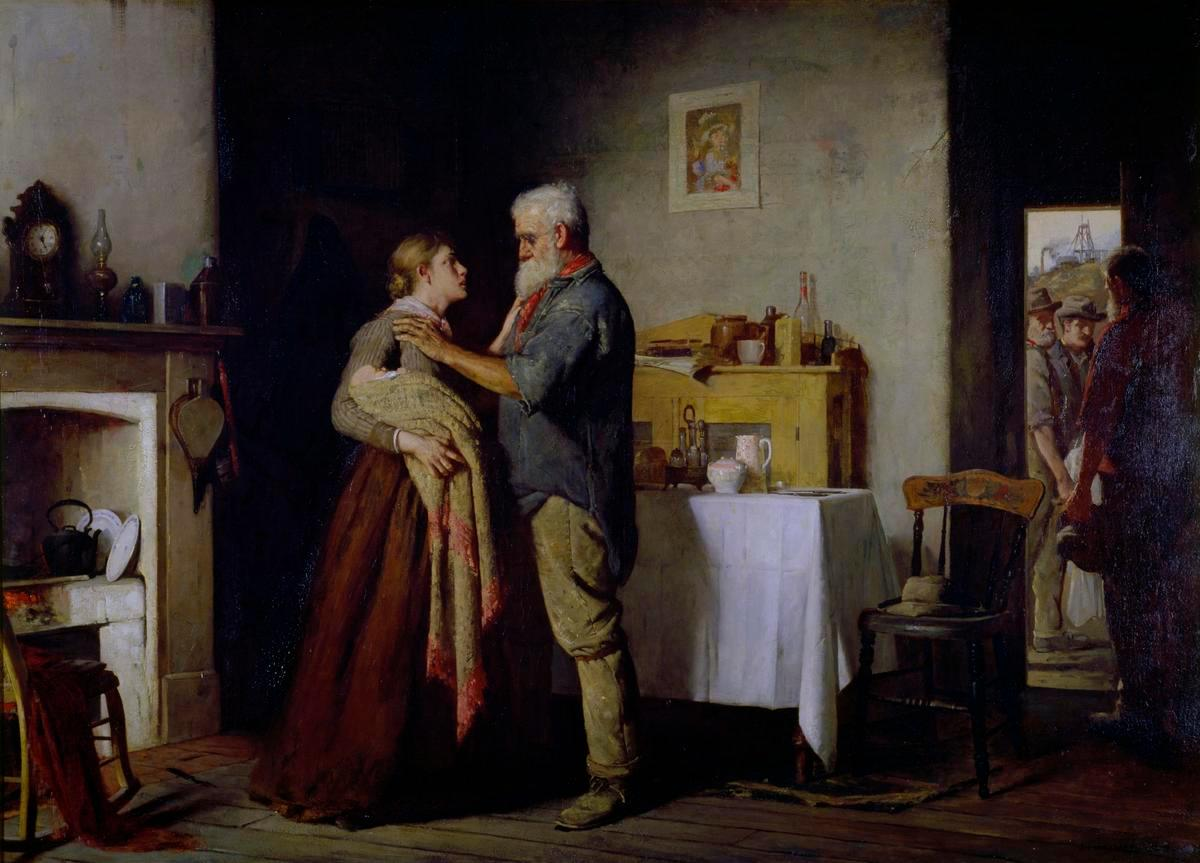
Джон Лонгстафф, «Погані новини», 1887

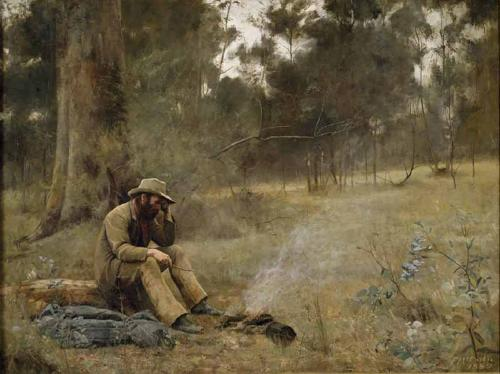
Фредерік Мак-Кабін, «Невдаха», 1889

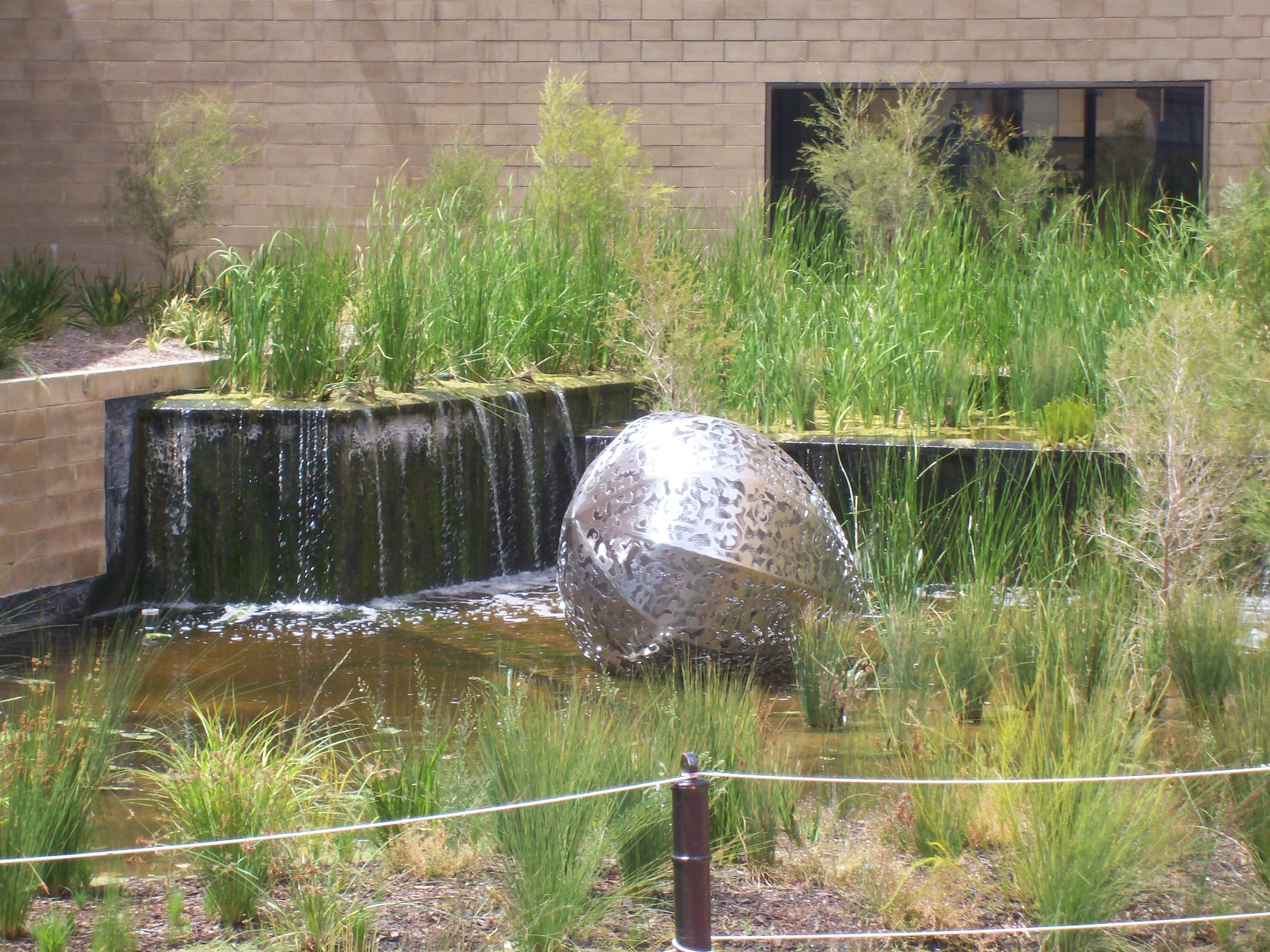
Штучний водоспад біля галереї

Художня галерея Західної Австралії (англ. Art Gallery of Western Australia (AGWA)) — картинна галерея, розташована у місті Перт. Галерея є частиною Пертського культурного центру і розташована недалеко від музею Західної Австралії і бібліотеки штату Західна Австралія. Заснована 1895 року, на нинішньому місці знаходиться з 1979 року.
У колекції галереї знаходиться більш ніж 17 000 творів мистецтва. Художню галерею щорічно відвідує більше 300 000 осіб.